# Neolophonotus soutpanensis
Neolophonotus soutpanensis là một loài ruồi trong họ Asilidae. Neolophonotus soutpanensis được Londt miêu tả năm 1986. Loài này phân bố ở vùng nhiệt đới châu Phi.